# Малое Айтозеро
Малое Айтозеро — озеро на территории Лендерского сельского поселения Муезерского района Республики Карелия.

## Общие сведения
Площадь озера — 0,8 км², площадь бассейна — 131 км². Располагается на высоте 157,0 метров над уровнем моря.
Форма озера лопастная: условно водоём можно разделить на три части, разделённые относительно узкими протоками: западную, центральную и восточную. Берега озера каменисто-песчаные, местами заболоченные.
С востока в озеро втекает безымянный ручей, берущий воды из озера Порисия и ещё нескольких безымянных ламбин.
С северо-востока в озеро втекает ручей из озёр Хатало и Шуарыярви.
С севера озеро соединяется протокой с безымянной ламбиной.
С юга в озеро втекает протока из водораздельного Айтозера.
Сток из озера осуществляется из северо-западной оконечности протокой, втекающей в озеро Тулос.
Населённые пункты возле озера отсутствуют. Ближайший — посёлок Лендеры — расположен в 19,5 км к северо-востоку от озера.
Озеро расположено в 7 км от Российско-финляндской границы.
Код водного объекта в государственном водном реестре — 01050000111102000011141.